# Live (album, Apocalyptica)
Live je záznam koncertu finské kapely Apocalyptica.

## Seznam skladeb
1. „For Whom The Bell Tolls“ - 4:46
2. „M.B.“ - 1:43
3. „Creeping Death“ - 4:02
4. „Nothing Else Matters“ - 6:43
5. „Harmageddon“ - 4:59
6. „Fight Fire With Fire“ - 3:32
7. „One“ - 8:32
8. „Pray“ - 0:45
9. „Struggle“ - 3:43
10. „Romance“ - 3:45
11. „Refuse & Resist“ - 3:17
12. „The Unforgiven“ - 5:36
13. „Inquisition Symphony“ - 5:20
14. „Master Of Puppets“ - 7:09
15. „Path“ - 3:20
16. „Enter Sandman“ - 4:32
17. „Hall Of The Mountain King“ - 4:12